# Karl Mayer-Eymar
Karl David Wilhelm Mayer-Eymar (Marsiglia, 29 luglio 1826 – Zurigo, 25 febbraio 1907) è stato un paleontologo e geologo svizzero.

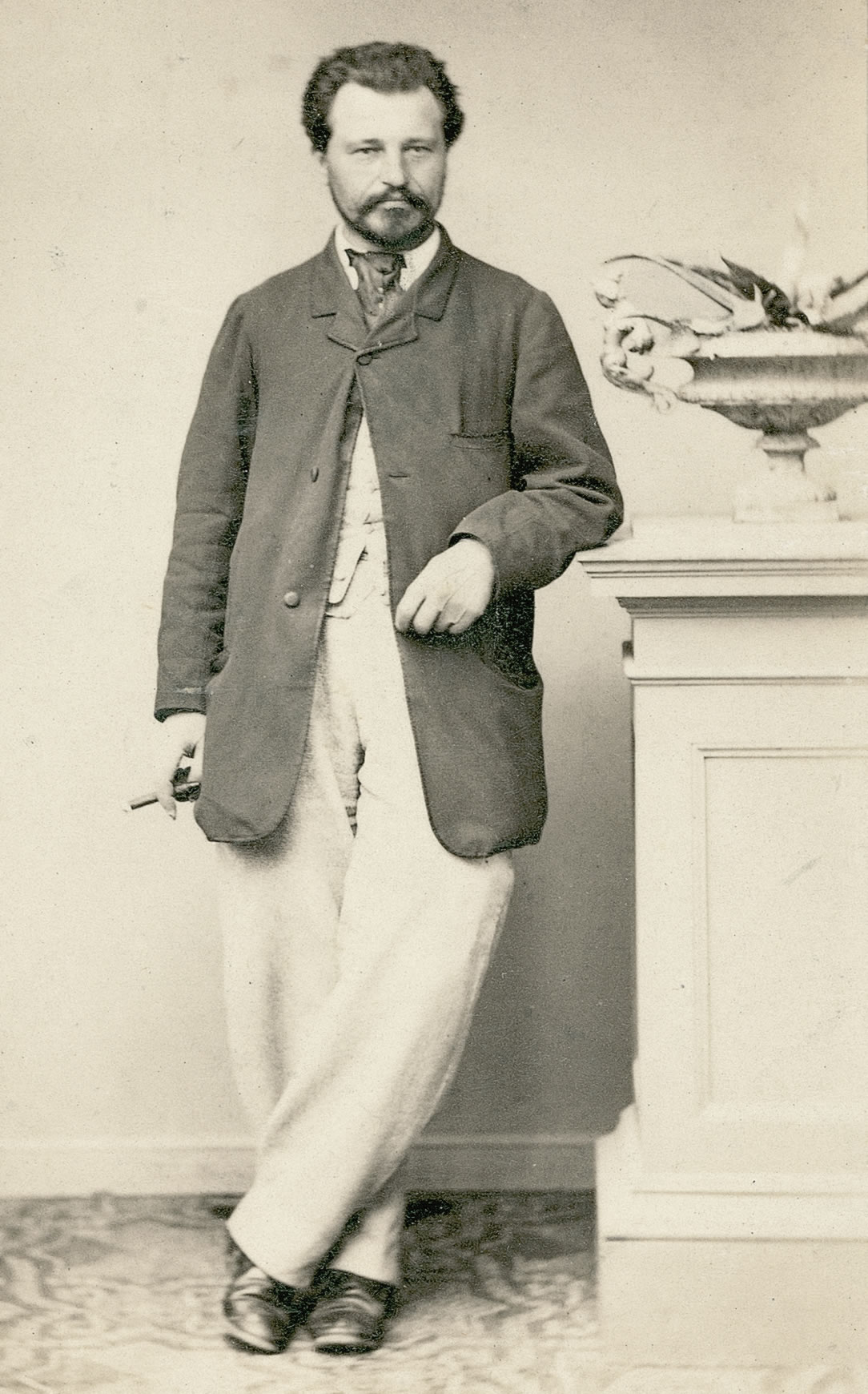
Karl Mayer-Eymar

La seconda parte del suo cognome (Eymar) non è altro che l'anagramma di Mayer, suo nome originale.

## Biografia
Karl Mayer-Eymar nacque a Marsiglia, in Francia, il 29 luglio 1826 e morì a Zurigo, in Svizzera, il 25 febbraio 1907.
Compì i suoi studi dapprima a San Gallo e successivamente a Zurigo, in Svizzera, per poi spostarsi a Parigi. Dal 1857 al 1864 fu attivo come libero docente al Politecnico federale di Zurigo dove ottenne il dottorato nel 1866. Nello stesso istituto divenne quindi conservatore delle collezioni geologiche e paleontologiche dal 1867 al 1896, ma insegnò anche all'Università di Zurigo dal 1875 al 1906 in qualità di Professore straordinario di stratigrafia e paleontologia.
Fu un appassionato viaggiatore scientifico in Europa e nord Africa; donò al Museo di storia naturale di Basilea numerosi reperti di molluschi fossili provenienti dai luoghi da lui visitati. Curò anche la classificazione sistematica dei depositi sedimentari del Triassico nell'area mediterranea il che lo portò a proporre i nomi e la suddivisione di alcuni stadi geologici.
Ottenne il Premio Lyell nel 1890 e il Premio Savigny nel 1894.

## Contributi scientifici
Karl Mayer-Eymar ha introdotto nella letteratura scientifica i seguenti stadi nella scala dei tempi geologici:
- Aaleniano (Giurassico medio)
- Bartoniano (Eocene)
- Aquitaniano (Miocene)
- Tortoniano (Miocene)
- Messiniano (Miocene)
- Piacenziano (Pliocene)

## Opere
- Per il Bartoniano: Tableau synchronique des formations tertiaires d'Europe, 3ª ed., Zürich, 1857.
- Per l'Aquitaniano, il Tortoniano e il Piacenziano: Versuch einer neuen Klassifikation der Tertiär-Gebilde Europa's. Verhandlungen der Schweizerischen Naturforschenden Gesellschaft. (Jahresversammlung vom 17.–19. August 1857 in Trogen), S.70–71 et 165–199 et Tabelle, Basel 1858.
- Per l'Aaleniano: Tableau synchronistique des terrains jurassiques. 1 Tabelle, Zürich, 1864. (FR)
- Per il Messiniano: Catalogue systématique et descriptif des fossiles des terrains tertiaires qui se trouvent du Musée fédéral de Zürich. Zürich 1867.